# Aman Sehrawat
Aman Sehrawat (ur. 16 lipca 2003) – indyjski zapaśnik walczący w stylu wolnym, medalista olimpijski. Brązowy medalista olimpijski z Paryża 2024 w kategorii 57 kg. Zajął jedenaste miejsce na mistrzostwach świata w 2023 roku.
Brązowy medalista igrzysk azjatyckich w 2022. Triumfator mistrzostw Azji w 2023. 
Mistrz świata U-23 w 2023 i Azji w 2022. Trzeci na MŚ kadetów w 2018 roku. W 2025 roku został uhonorowany nagrodą Arjuna Award.